# るるぶトラベル
るるぶトラベル は、JTBが運営する、日本国内の宿泊施設に関するオンライン予約を取り扱うウェブサイト。当初はe-Hotelという名称であったが、2007年3月のサイトリニューアルとともに現在の名称に変更した。
日本国内で17,000件以上の契約施設を持つ。宿泊予約を航空券やレンタカーの予約とセットで行う「るるぶトラベルツアー」のサービスも行っている。
なお、名称の似た旅行予約ウェブサイト「るるぶ.com」は、JTBパブリッシングによる運営である。
JTBのウェブサイトの利用者が40-60代を中心とするのに対し、るるぶトラベルの利用者は20-40代が中心であり、両ウェブサイトの客層は棲み分けられている。2015年12月、JTBのウェブサイトとの統合予定が発表されたが、のちに撤回された。

## 沿革
- 2011年9月8日 - トヨタレンタカーと連携し、新たにレンタカー単品予約サービスを開始[5]。
- 2014年5月27日 - 日本航空（JAL）と提携し、国内宿泊予約でマイルがたまるサービスを開始[6]。
- 2015年3月26日 - 現地発着型オプショナルツアー「体験・観光プラン」の販売を開始[7]。
- 2018年1月11日 - るるぶトラベルツアーの決済で、国内の募集型企画旅行商品としては初めてAmazon Payを導入[8]。
- 2018年6月28日 - るるぶトラベル会員をJTBトラベルメンバーに統合、併せてるるぶトラベルポイントをJTBトラベルポイントに統合[9]。
- 2020年2月4日 - JTBと包括的業務提携関係にあるアゴダのデジタル技術を活用し、ウェブサイトリニューアルを実施[10]。